# Republika Srpskas emblem

Republika Srpskas emblem.

Republika Srpskas emblem är den nuvarande symbolen för Republika Srpska. Efter ett beslut av Republika Srpskas regering den 16 juni 2007 används emblemet istället för Republika Srpskas riksvapen som förklarades ogiltig av högsta domstolen i Bosnien och Hercegovina.
Emblemet är utformat med Republika Srpskas flagga i mitten, med de traditionella serbiska tre färgerna, och ovanpå flaggan finns de kyrilliska bokstäverna РС (RS med latinska tecken), vilket är förkortningen för Republika Srpska. Runt flaggan vävs kransar av ek och runt ekkransarna står det skrivit på både det kyrilliska och latinska alfabetet Republika Srpska. Vid emblemets botten finns kronan av det bosniska kungahuset Kotromanić medan emblemet kröns med kronan från det serbiska huset Obrenović som även finns på Serbiens riksvapen.